# Lidia Biondi
Lidia Biondi (3 de febrero de 1941 – 14 de junio de 2016) fue una actriz italiana de cine y televisión que apareció en más de cuarenta producciones cinematográficas de Italia y extranjeras a partir de la década de 1960. Sus créditos internacionales en cine incluyen Eat Pray Love (2010), protagonizada por Julia Roberts y Letters to Juliet (2010), dirigida por Gary Winick, en la que actuó junto a Amanda Seyfried y Vanessa Redgrave. Tiempo después, Biondi apareció en varias producciones de televisión italianas como La squadra, Compagni di banco, Il bello delle donne, Diritto di difesa, L'onore e il rispetto, Il Sangue e la Rosa e Il presidente durante las décadas de 2000 y 2010.
Biondi nació y se crio en Livorno. Falleció en Roma el 14 de junio de 2016, a los 75 años.